# Delphinus delphis
Il delfino comune (Delphinus delphis Linnaeus, 1758) è un mammifero marino della famiglia Delphinidae.

## Distribuzione
Con numerose sottospecie (Delphinus delphis bairdii, Delphinus delphis balteatus, Delphinus delphis delphis, Delphinus delphis fusus, Delphinus delphis mediterranea, Delphinus delphis moschatus, Delphinus delphis ponticus, Delphinus delphis tropicalis - secondo alcuni una specie a sé stante, Delphinus tropicalis -, Delphinus delphis variegatus), la specie è diffusa nelle acque temperate e tropicali di tutto il mondo: la si trova con maggiore frequenza nell'Oceano Atlantico, nel Mar Rosso e nel Mar Nero, mentre nel Mar Mediterraneo, dove era assai abbondante almeno fino alla Seconda guerra mondiale (in base a quanto osservabile dai numerosissimi reperti sparsi per i musei di tutti i Paesi mediterranei), la specie pare aver subito un declino abbastanza drastico e la si trova con relativa frequenza solo nei mari Tirreno, Ionio ed Egeo e nei pressi dello Stretto di Gibilterra.
Predilige le acque a temperatura costante o comunque mai troppo fredda (intervallo ottimale compreso fra i 10 ed i 28 °C, al di sotto dei quali la specie tende a compiere movimenti migratori): durante i mesi caldi, si spinge anche nelle zone subpolari. Il suo ambiente d'elezione è la piattaforma continentale, dove tende a restare quasi sempre nei pressi delle coste.

## Descrizione

### Dimensioni
Misura fra un metro e mezzo ed i 2,7 metri, per un peso che può sfiorare i due quintali.

### Aspetto
Il dorso è di colore grigio ed il ventre tende invece al bianco, per mimetizzarsi meglio sia nei confronti di predatori o prede provenienti dal basso (il bianco si confonde con le acque chiare, illuminate dal sole) che dall'alto (il grigio aiuta l'animale confondersi con il resto dell'acqua): lungo i fianchi il delfino comune possiede una caratteristica macchia a forma di clessidra, di colore grigio chiaro, in coda e giallo-grigiastro dalla testa al fianco. La testa presenta inoltre due strisce scure intorno agli occhi ed alla bocca. Le pinne pettorali sono scure. La bocca è allungata in un rostro al cui interno trovano posto fino a 110 denti appuntiti e affilati: il rostro del delfino comune lo differenzia da un'altra specie, il delfino del Capo (Delphinus capensis), molto affine al delfino comune, tanto da essere un tempo considerata una sottospecie di quest'ultimo (Delphinus delphis capensis).

## Biologia

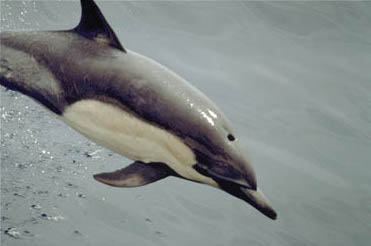
Un delfino comune salta fuori dall'acqua sulla scia di un'imbarcazione.

I delfini comuni sono animali sociali, che vivono generalmente in gruppi che contano una ventina di individui: sono stati tuttavia avvistati in più occasioni banchi di centinaia o anche migliaia di individui, a volte associati con la stenella striata o il tursiope, ma nell'Oceano Pacifico sono stati osservati gruppi di delfini misti con delfini pilota e tonni pinnegialle. Nell'ambito del gruppo, i vari componenti tendono a sincronizzare le loro azioni, salendo insieme in superficie per respirare, nutrendosi insieme e dormendo a turni.

Alle alte latitudini, i delfini tendono a vivere in gruppi a base sessuale, con le femmine che si spostano in grossi banchi specialmente durante i mesi freddi.
I delfini sono animali molto intelligenti e traggono divertimento nel giocare fra loro, saltando e spruzzando l'acqua, oltre che nello sfruttare le onde generate dalla chiglia delle imbarcazioni o dalle grandi balene per potersi muovere senza sforzi: sono però dei grandi nuotatori, tanto che, coi loro 40 km/h ed oltre di velocità massima, sono considerati fra i cetacei più veloci. Emettono notevoli e differenziati versi con cui comunicano: pare esservi una regionalizzazione delle tipologie di suoni, con un substrato di suoni comuni ed altri invece tipici di determinate popolazioni o gruppi. In ogni caso, la differente tonalità e frequenza del suono indica un differente contenuto del messaggio.

Rispetto al "cugino" tursiope, il delfino comune è assai meno conosciuto dal profano, principalmente perché i tursiopi, molto più facili da allevare ed addestrare, sono molto più comuni nei parchi acquatici: il delfino comune, invece, in cattività si dimostra estremamente timido.

### Alimentazione
I delfini comuni si nutrono essenzialmente di piccoli pesci, cefalopodi e crostacei, che inghiottono interi. Il foraggiamento è un'azione comunitaria, durante la quale tutto il gruppo collabora, ad esempio, nel radunare un grosso banco di pesce per rendere poi più agevole ai vari esemplari di gettarsi a turno nella mischia ed ingollare quanto più nutrimento possibile. Ciascun delfino mangia in media 5–6 kg di cibo al giorno.

### Riproduzione
L'accoppiamento, che avviene durante il periodo estivo, è un evento piuttosto promiscuo, nel senso che ciascuna femmina si accoppia con numerosi maschi, i quali a loro volta si accoppiano con il maggior numero di femmine possibile ed a volte anche con altri maschi più giovani: i delfini comuni, assieme ad altre specie di delfino ed alcuni primati, sono fra i pochi animali che si accoppiano anche senza un fine riproduttivo, ossia solo per divertimento. L'atto riproduttivo è preceduto da un corteggiamento durante il quale il maschio strofina le sue pinne pettorali con quelle della femmina e nuota perpendicolarmente ad essa, fino a quando quest'ultima non si gira lateralmente e si lascia coprire.
La gestazione dura circa undici mesi: il parto è podalico ed il cucciolo appena nato viene aiutato dalla madre a raggiungere la superficie per poter respirare. La femmina ed il cucciolo tornano al gruppo d'origine subito dopo il parto, e la madre, aiutata anche dalle altre femmine del gruppo, si prende cura dei cuccioli, per più di tre anni, anche se lo svezzamento del piccolo può dirsi completato quando il piccolo ha un anno e mezzo circa d'età: è da notare che il cucciolo non può succhiare il latte dal capezzolo come gli altri mammiferi, poiché si trova sott'acqua. Per tale motivo, è la madre stessa a inoculare il latte nella bocca del cucciolo spruzzandolo fuori tramite la contrazione di appositi muscoli.

I cuccioli imparano a cacciare ed a comportarsi osservando gli adulti, che a loro volta canzonano gli allievi indisciplinati. La maturità sessuale viene raggiunta dopo i cinque anni.
La speranza di vita del delfino comune è di una ventina d'anni, tanto in natura quanto in cattività.